# Ainsliaea macrocephala
Ainsliaea macrocephala là một loài thực vật có hoa trong họ Cúc. Loài này được (Mattf.) Y.C.Tseng mô tả khoa học đầu tiên năm 1993.